# Friedhofshügel Hagensdorf-Luising

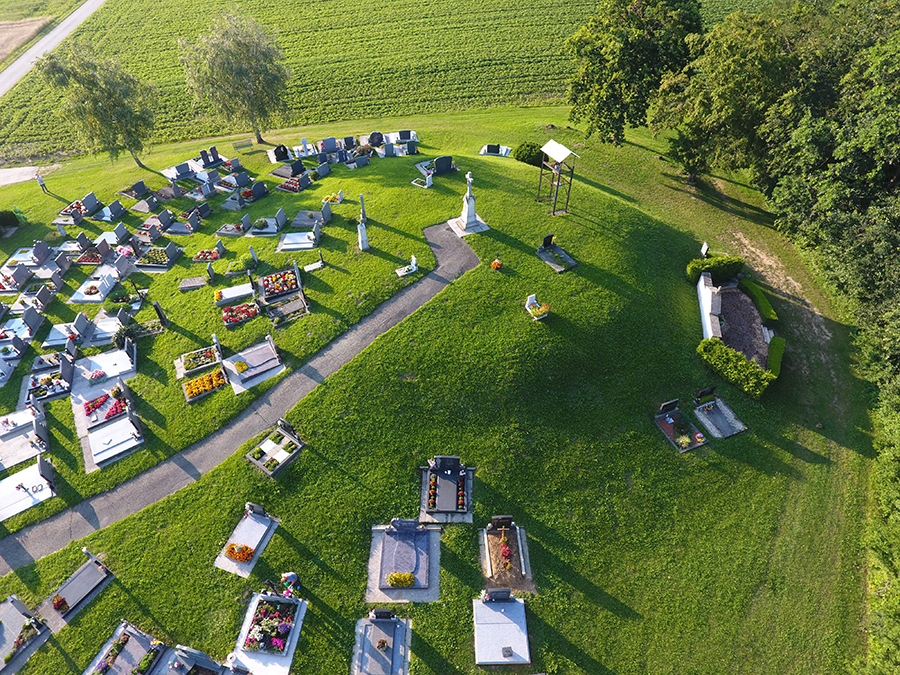
Der Friedhofshügel aus der Luft

Der Friedhofshügel Hagensdorf-Luising ist eine künstlich aufgeschüttete Erhebung in der Gemeinde Heiligenbrunn im Bezirk Güssing im österreichischen Bundesland Burgenland. Er beherbergt den Friedhof der Orte Hagensdorf und Luising, und war ursprünglich Teil einer nicht mehr vorhandenen mittelalterlichen Wehranlage.

## Lage und Beschreibung
Der Hügel liegt außerhalb der Ortschaften am Westrand eines Waldgebietes direkt an der Grenze zu Ungarn. Er liegt etwa 1,3 km nordöstlich von Hagensdorf und circa 0,8 km nordwestlich von Luising, auf einem flachen Höhenrücken ungefähr 20 m über der Talsohle der Pinka. Die administrative Grenze zwischen den beiden Orten verläuft mittig durch den Hügel und wird durch den vorhandenen Fußweg markiert. Der südöstliche Teil gehört zum Luisinger Ried Mängler-Äcker, der nordwestliche zum Hagensdorfer Ried Kirchhofäcker.
Der Gesamtumfang der ehemaligen Wehranlage beträgt ca. 190 m, der Umfang der Hügelbasis ca. 35 m. Das ovale Plateau auf 4 m Höhe hat Achsen von 14 m und 20 m, wobei die längere ungefähr in Ost-West-Richtung verläuft. Ein ursprünglich vorhandener Ringwall umschloss den Kegel mit 5–7 m Abstand zum Plateau im Norden, Osten und Westen, und knapp 15 m im Süden. In dem dadurch vorhandenen Zwischenraum stand vermutlich die alte Pfarrkirche Hagensdorf.

## Geschichte

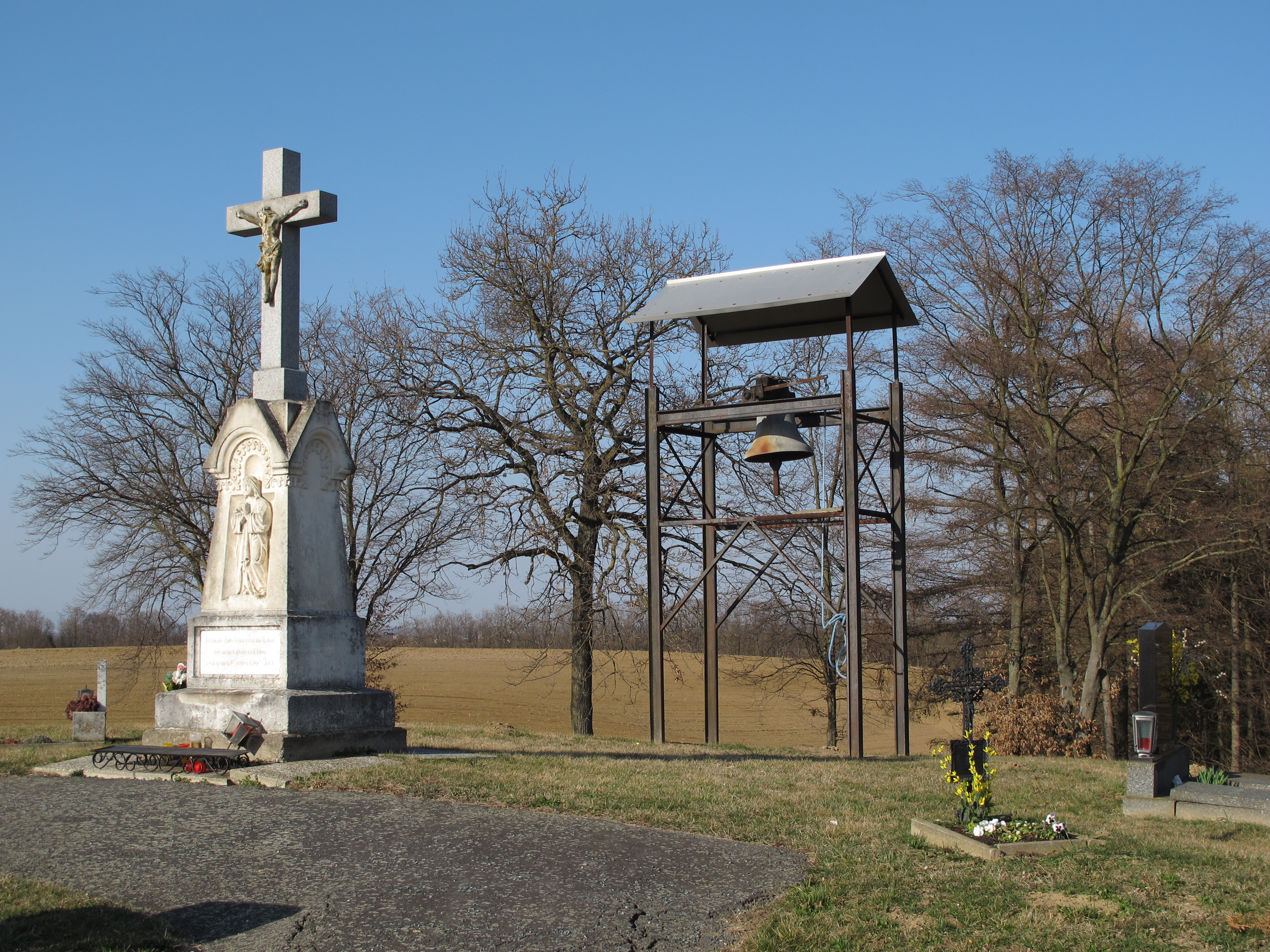
Das zu Streitigkeiten führende Steinkreuz von 1913. Dahinter der mittlerweile durch einen Neubau ersetzte Glockenturm.

Die Geschichte der Anlage ist wegen ihrer frühen Schleifung, vermutlich bereits im 13. Jahrhundert, größtenteils unbekannt. Es dürfte sich aber ursprünglich um ein römisches oder vorrömisches Hügelgrab aus dem ersten oder zweiten Jahrtausend vor Christus handeln.
Auf diesem Tumulus wurde vermutlich im 13. Jahrhundert eine kleine Wehranlage errichtet. Sie bestand wahrscheinlich aus einem gemauerten Turm und war von einer künstlich angelegten Wall- und Grabenanlage umgeben. An deren innerem Rand dürfte später die alte Pfarrkirche Hagensdorf errichtet worden sein. Wann, ist nicht bekannt, die erste Nennung erfolgt erst in einer Schenkungsurkunde von 1482. Die Wehranlage selbst wurde vermutlich während der Güssinger Fehde geschleift.
1788 wurde die alte Kirche wegen Baufälligkeit abgetragen und mit ihrem Material direkt im Ortsverband von Hagensdorf die heutige Pfarrkirche errichtet. Der Friedhof blieb an Ort und Stelle.
Zwischen 1913 und 1917 kam es wegen eines neuen Friedhofskreuzes zu Streitigkeiten zwischen der Ortsbevölkerungen von Hagensdorf und Luising. Um den Grenzweg freizuhalten, wurde das neue Kreuz 1 m weiter nördlich errichtet. Da es deshalb zur Gänze in Hagensdorf lag, errichteten die Luisinger 1 m südlich des Weges ihr eigenes Kreuz. Nach Schlichtung des Streits durch den Pfarrer wurde es 1917 an den südlichen Ortsrand von Luising versetzt.

## Der Friedhof
Beide Ortschaften teilen sich bis heute den Friedhof, dessen Grenze noch immer durch den Friedhofsweg markiert ist. Links des Weges liegen die Toten aus Hagensdorf, rechts jene aus Luising.
Im Jahr 2021 wurde die Anlage saniert und erhielt dabei einen neuen hölzernen Glockenturm mit einer 70 kg schweren Glocke, die von der Gießerei Grassmayer gegossen wurde. Am unteren Ende des Friedhofshügel gibt es einen Glaskubus mit der alten Friedhofsglocke, die ursprünglich aus der alten Pfarrkirche stammt.

## Grabdenkmäler
- Am rückseitigen Abhang des Hügels befindet sich die Gruft der Familie Mensdorff-Pouilly.